# المعاين (مدينة حجة)

تعديل مصدري - تعديل

المعاين هي إحدى قرى عزلة قدم بمديرية مدينة حجة التابعة لمحافظة حجة، بلغ تعداد سكانها 352 نسمة حسب تعداد اليمن لعام 2004.